# Pheia pseudelegans
Pheia pseudelegans là một loài bướm đêm thuộc phân họ Arctiinae, họ Erebidae.